# Stratospongilla gravelyi
Stratospongilla gravelyi är en svampdjursart som först beskrevs av Annandale 1912.  Stratospongilla gravelyi ingår i släktet Stratospongilla och familjen Spongillidae. Inga underarter finns listade i Catalogue of Life.